# 塞丘拉

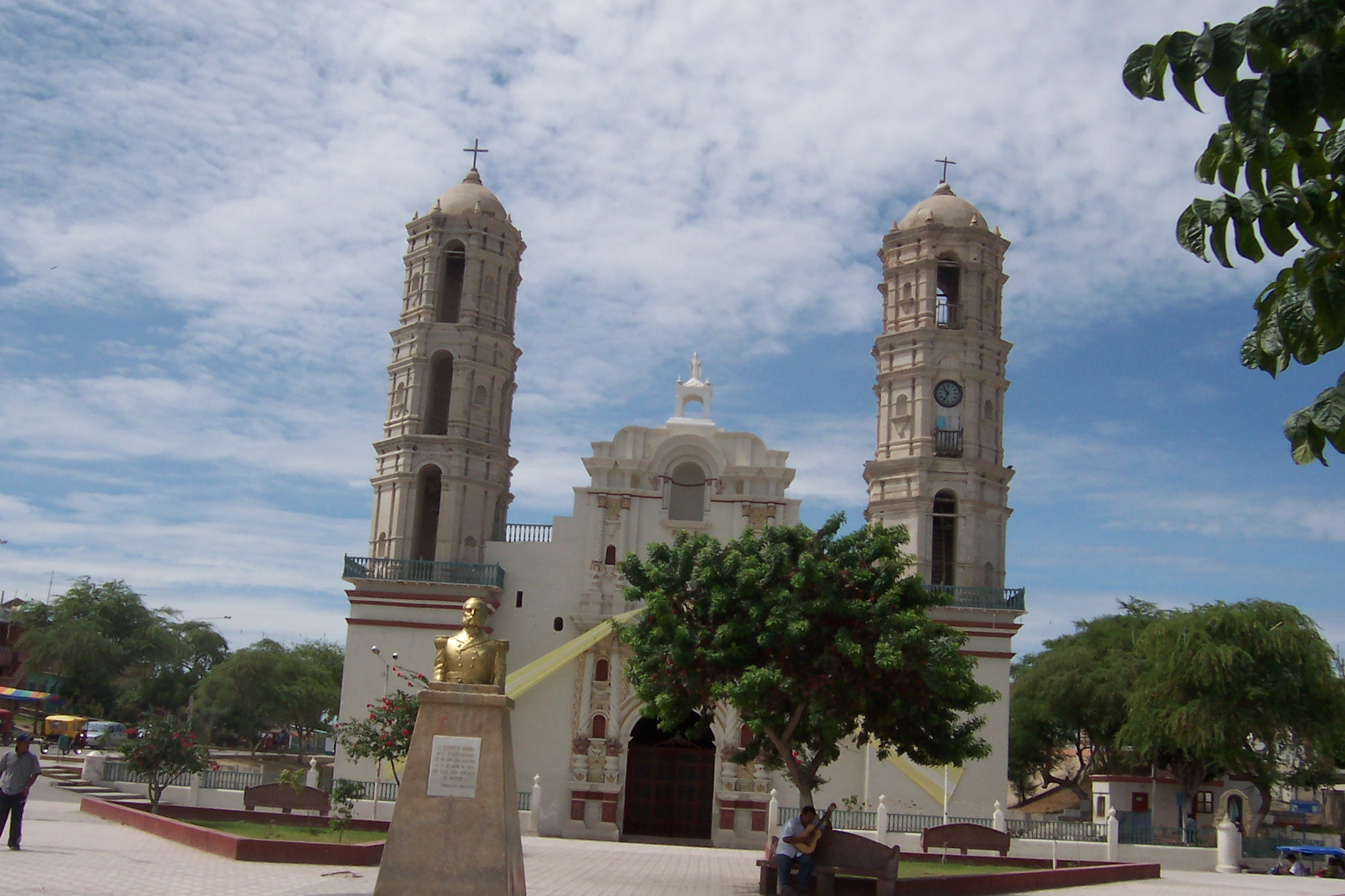

塞丘拉是秘魯的城市，位於該國西北部，由皮烏拉地區負責管轄，距離首府皮烏拉約50公里，面積6,369.93平方公里，海拔高度11米，人口42,568。
5°33′27.30″S 80°49′20.28″W / 5.5575833°S 80.8223000°W